# Campionati francesi di sci alpino 2002
I Campionati francesi di sci alpino 2002 si svolsero a Megève e a Val-d'Isère dal 21 marzo al 6 aprile. Il programma includeva gare di discesa libera, supergigante, slalom gigante, slalom speciale e combinata, tutte sia maschili sia femminili, ma il supergigante femminile è stato annullato.
Trattandosi di competizioni valide anche ai fini del punteggio FIS, vi parteciparono anche sciatori di altre federazioni, senza che questo consentisse loro di concorrere al titolo nazionale francese.

## Risultati

### Uomini

#### Discesa libera
| Pos. | Atleta                   | Nazione | Tempo   |
| ---- | ------------------------ | ------- | ------- |
| 1    | Claude Crétier           | Francia | 1:17,80 |
| 2    | Antoine Dénériaz         | Francia | 1:18,52 |
| 3    | Jürgen Kandlbauer        | Austria | 1:18,61 |
| 4    | Cédric Meilleur          | Francia | 1:18,62 |
| 5    | Sébastien Fournier-Bidoz | Francia | 1:18,63 |
| 6    | Thomas Franz             | Austria | 1:18,69 |
| 7    | Marc Bottollier-Lasquin  | Francia | 1:18,90 |
| 8    | Gaëtan Llorach           | Francia | 1:18,98 |
| 9    | Christophe Saioni        | Francia | 1:19,21 |
| 10   | Robin Marullaz           | Francia | 1:19,30 |

Data: 21 marzo

Località: Megève

#### Supergigante
| Pos. | Atleta                  | Nazione | Tempo   |
| ---- | ----------------------- | ------- | ------- |
| 1    | Laurent Caiolo Serra    | Francia | 1:26,84 |
| 2    | Christophe Saioni       | Francia | 1:26,91 |
| 3    | Freddy Rech             | Francia | 1:26,93 |
| 4    | Benjamin Melquiond      | Francia | 1:27,22 |
| 5    | Marc Bottollier-Lasquin | Francia | 1:27,26 |
| 6    | Jürgen Kandlbauer       | Austria | 1:27,55 |
| 7    | Sébastien Missillier    | Francia | 1:27,66 |
| 8    | Antoine Tissot          | Francia | 1:27,67 |
| 9    | Claude Crétier          | Francia | 1:27,69 |
| 10   | Frédéric Ottobon        | Francia | 1:27,70 |

Data: 5 aprile

Località: Val-d'Isère

#### Slalom gigante
| Pos. | Atleta                | Nazione       | Tempo   |
| ---- | --------------------- | ------------- | ------- |
| 1    | Frédéric Covili       | Francia       | 2:03,00 |
| 2    | Vincent Millet        | Francia       | 2:03,73 |
| 3    | Gauthier de Tessières | Francia       | 2:04,14 |
| 4    | Christophe Saioni     | Francia       | 2:04,24 |
| 5    | Joël Chenal           | Francia       | 2:04,90 |
| 6    | Freddy Rech           | Francia       | 2:04,98 |
| 7    | Raphaël Burtin        | Francia       | 2:05,06 |
| 8    | Jeff Piccard          | Francia       | 2:05,24 |
| 9    | Achim Vogt            | Liechtenstein | 2:05,36 |
| 10   | Cyprien Richard       | Francia       | 2:05,49 |

Data: 6 aprile

Località: Val-d'Isère

#### Slalom speciale
| Pos. | Atleta                         | Nazione   | Tempo   |
| ---- | ------------------------------ | --------- | ------- |
| 1    | Stéphane Tissot                | Francia   | 1:29,24 |
| 2    | Kévin Page                     | Francia   | 1:29,46 |
| 3    | Pierrick Bourgeat              | Francia   | 1:29,49 |
| 4    | Sébastien Amiez                | Francia   | 1:29,59 |
| 5    | Richard Gravier                | Francia   | 1:29,72 |
| 6    | Cristian Javier Simari Birkner | Argentina | 1:29,84 |
| 7    | Jean-Pierre Vidal              | Francia   | 1:29,91 |
| 8    | Fabien Poccard Chapuis         | Francia   | 1:29,95 |
| 9    | Gaëtan Llorach                 | Francia   | 1:29,97 |
| 10   | Alexandre Anselmet             | Francia   | 1:30,30 |

Data: 24 marzo

Località: Megève

#### Combinata
| Pos. | Atleta         | Nazione |
| ---- | -------------- | ------- |
| 1    | Gaëtan Llorach | Francia |
| 2    | ?              | ?       |
| 3    | ?              | ?       |

### Donne

#### Discesa libera
| Pos. | Atleta           | Nazione | Tempo   |
| ---- | ---------------- | ------- | ------- |
| 1    | Mélanie Suchet   | Francia | 1:21,37 |
| 2    | Carole Montillet | Francia | 1:21,83 |
| 3    | Émilie Depommier | Francia | 1:22,45 |
| 4    | Ingrid Jacquemod | Francia | 1:22,48 |
| 5    | Nathalie Robert  | Francia | 1:22,65 |
| 6    | Marion Rolland   | Francia | 1:22,69 |
| 7    | Karine Meilleur  | Francia | 1:22,76 |
| 8    | Raphaëlle Strub  | Francia | 1:23,42 |
| 9    | Chloé Georges    | Francia | 1:23,49 |
| 10   | Magda Mattel     | Francia | 1:23,51 |

Data: 21 marzo

Località: Megève

#### Supergigante
La gara, originariamente in programma a Megève, è stata annullata.

#### Slalom gigante
| Pos. | Atleta                     | Nazione   | Tempo   |
| ---- | -------------------------- | --------- | ------- |
| 1    | Carole Montillet           | Francia   | 2:41,51 |
| 2    | Emmanuelle Colomban        | Francia   | 2:41,74 |
| 3    | Kristina Duvillard         | Francia   | 2:41,81 |
| 4    | Christel Pascal            | Francia   | 2:42,34 |
| 5    | Delphine Rayne             | Francia   | 2:42,65 |
| 6    | Manuella Silvestre         | Francia   | 2:42,94 |
| 7    | Julie Duvillard            | Francia   | 2:43,13 |
| 8    | Laure Pequegnot            | Francia   | 2:43,37 |
| 9    | Laurence Lazier            | Francia   | 2:43,42 |
| 10   | María Belén Simari Birkner | Argentina | 2:43,96 |

Data: 23 marzo

Località: Megève

#### Slalom speciale
| Pos. | Atleta              | Nazione | Tempo   |
| ---- | ------------------- | ------- | ------- |
| 1    | Christel Pascal     | Francia | 1:34,72 |
| 2    | Vanessa Vidal       | Francia | 1:35,30 |
| 3    | Claire Dautherives  | Francia | 1:35,46 |
| 4    | Valérie Cornu       | Francia | 1:36,52 |
| 5    | Céline Martin       | Francia | 1:37,21 |
| 6    | Florine de Leymarie | Francia | 1:37,28 |
| 7    | Audrey Peltier      | Francia | 1:37,38 |
| 8    | Julie Duvillard     | Francia | 1:37,41 |
| 9    | Hélène Richard      | Francia | 1:37,81 |
| 10   | Florence Roujas     | Francia | 1:37,97 |

Data: 24 marzo

Località: Megève

#### Combinata
| Pos. | Atleta             | Nazione |
| ---- | ------------------ | ------- |
| 1    | Souazic Le Guillou | Francia |
| 2    | ?                  | ?       |
| 3    | ?                  | ?       |